# انجمن الشرق
انجمن الشرق (عربی: منتدى الشرق) شرکت انتشارات ترکیه‌ای است، که در سال ۲۰۱۲ تأسیس شد.